# Ömercan İlyasoğlu
Ömercan İlyasoğlu (Istanbul, 1º gennaio 2001) è un cestista turco.

## Palmarès
- Campionato turco: 1

Anadolu Efes: 2018-19
- Coppa di Turchia: 1

Anadolu Efes: 2022
- Coppa del Presidente: 2

Anadolu Efes: 2019, 2022